# Blénod-lès-Pont-à-Mousson
Blénod-lès-Pont-à-Mousson è un comune francese di 4 449 abitanti situato nel dipartimento della Meurthe e Mosella nella regione del Grand Est.

## Storia

### Simboli
Lo stemma è usato sui documenti comunali a partire dagli anni ottanta del secolo scorso.
La fabbrica con due ciminiere rappresenta la centrale termica e la fonderia: la produzione di corrente elettrica e di tubi,  simboleggiati rispettivamente dai fulmini e dai cerchi, sono le attività industriali che hanno reso famosa Blénod-lès-Pont-à-Mousson. La croce di Lorena sottolinea l'appartenenza del comune alla regione.

## Società

### Evoluzione demografica
Abitanti censiti